# Return to Love
Return to Love – singiel włoskiego tenora Andrei Bocellego wykonywany wspólnie z brytyjską piosenkarką Ellie Goulding. Piosenka jest śpiewana przez oboje artystów w języku angielskim oraz włoskim.
Piosenka pochodzi z wersji deluxe albumu Sì  Bocellego z 2018 roku pt. "Si Forever: The Diamond Edition". Singiel został wydany 3 października 2019 roku nakładem Decca Records w formacie Digital download.

## Historia
Piosenka znalazła się na wersji deluxe albumu Bocellego z 2018 Sì, który nazywa się Si Forever: The Diamond Edition. Singiel jest pierwszą kompozycją promującą wydawnictwo, którego premierę zapowiadano na 8 listopada 2019. Twórcami piosenki jest duet A Great Big World (Ian Axel, Chad Vaccarino, w procesie powstawania tekstu brał udział również Josh Kear, tekst po włosku napisał Matteo Curallo, zaś producentem został Bob Ezzrin. Bocelli wyznał w materiale wideo, w którym udokumentowano powstawanie utworu: "Ellie Goulding jest idealną piosenkarką do tego utworu. Ma piękny głos, który od razu pokochałam”. W wywiadzie dla Classic FM Ellie wypowiedziała się na temat współpracy z włoskim tenorem oraz śpiewaniu po włosku: "Dla mnie Andrea ma jeden z najpiękniejszych, rozpoznawalnych głosów naszego pokolenia. To był wielki zaszczyt, że legendarny Andrea Bocelli chciał, żebym wraz z nim wystąpiła w tej piosence. Zawsze lubiłem muzykę klasyczną i uwielbiam piosenki miłosne. [***] Śpiewanie po włosku było zabawne i pouczające – nagrywanie z prawdziwą przyjemnością”. Singiel nie był nagrywany przez obu artystów jednocześnie, Bocelli swoje partie nagrywał w studiu we Włoszech, zaś Goulding w studiu w Londynie.
Za pośrednictwem iTunes zostały opublikowana również radiowa wersja piosenki, która jest nieco krótsza

## Teledysk
Teledysk swoją premierę miał na oficjalnym kanale Bocellego na YouTubie. Reżyserią zajął się Luca Scota.

## Pozycje na listach
| Lista Przebojów        | Pozycja |
| ---------------------- | ------- |
| Włochy (iTunes Charts) | 64      |

## Lista utworów[7]
- Digital download (3 października 2019)[1]

1. Return To Love feat. Ellie Goulding – 4:34

- Digital download (3 października 2019)[1]

1. Return To Love (Radio Version) feat. Ellie Goulding – 3:41

## Wydanie
| Region | Data                | Format           | Wytwórnia     | Źródło |
| ------ | ------------------- | ---------------- | ------------- | ------ |
| Świat  | 3 października 2019 | Digital download | Decca Records | [ 1 ]  |